# Régis Gurtner
Régis Gurtner, né le 8 décembre 1986 à Saverne (Bas-Rhin), est un footballeur français qui évolue au poste de gardien de but au RC Lens.

## Biographie
Formé à l'AS Rehthal, Régis Gurtner commence sa carrière professionnelle au RC Strasbourg. Il y joue ses premiers matchs professionnels lors de la saison 2008-2009 puis joue ses premiers matchs de Ligue 2 la saison suivante avant de devenir le gardien titulaire lors de la saison 2010-2011, alors que le club vient d'être relégué en National. Après la relégation administrative du club en CFA2 durant l'été 2011, il est libéré de son contrat et signe pour trois saisons à l'US Boulogne, pensionnaire de Ligue 2. Il connait une nouvelle relégation à l'issue de sa première année sur la Côte d'Opale. Titulaire indiscutable, il reste deux saisons à l'étage inférieur.
En 2014, il s'engage avec Luzenac AP qui vient d'être promu en Ligue 2. Malheureusement, après un très long combat la ligue refuse la montée du club et l'équipe première est dissoute. Il s'engage finalement au Havre AC qui évolue en Ligue 2 pour être numéro deux. Il n'y reste qu'une saison avant de rejoindre l'Amiens SC à l'échelon inférieur. Dès sa première saison au club, il est promu en Ligue 2. Lors de sa deuxième saison, il est promu en Ligue 1.
Lors de sa première saison dans l'élite, il est l'un des grands artisans du maintien de son équipe en ligue 1, ces performances lui permettant même de prétendre à l'équipe de France, mais il ne sera jamais appelé.
Lors de la saison 2018-2019, il est délégué syndical de l'UNFP au sein de l'Amiens SC.
Malgré la descente en ligue 2 à l'issue de la saison 2019-2020, Gurtner reste fidèle au club picard. Il reste d'une régularité impressionnante malgré les résultats décevants d'un point de vue collectif. Au mercato hivernal 2022-2023, il est envoyé par les médias en Ligue 1 à l'AJ Auxerre, mais il continuera l'aventure avec l'Amiens SC.
Il est, pour beaucoup de supporters amiénois, l'un des meilleurs gardiens que l'équipe ait connus. Les supporters amiénois appellent d'ailleurs a ériger une statue devant le stade de la Licorne à son effigie. 
Etant l'une des figures emblématiques de la ville d'Amiens, il est le premier relayeur de la flamme Olympique à l'occasion de son passage en Picardie. 

## Statistiques
| Saison                | Club                  | Championnat           | Championnat | Championnat | Coupe(s) nationale(s) | Coupe(s) nationale(s) | Total | Total |
| Saison                | Club                  | Division              | M.          | B.          | M.                    | B.                    | M.    | B.    |
| 2008-2009             | RC Strasbourg         | 2                     | -           | -           | 2                     | 0                     | 2     | 0     |
| 2009-2010             | RC Strasbourg         | 2                     | 3           | 0           | 3                     | 0                     | 6     | 0     |
| 2010-2011             | RC Strasbourg         | 3                     | 40          | 0           | -                     | -                     | 40    | 0     |
| Sous-total            | Sous-total            | Sous-total            | 43          | 0           | 5                     | 0                     | 48    | 0     |
| 2011-2012             | US Boulogne           | 2                     | 28          | 0           | -                     | -                     | 28    | 0     |
| 2012-2013             | US Boulogne           | 3                     | 36          | 0           | 1                     | 0                     | 37    | 0     |
| 2013-2014             | US Boulogne           | 3                     | 29          | 0           | 5                     | 0                     | 34    | 0     |
| Sous-total            | Sous-total            | Sous-total            | 93          | 0           | 6                     | 0                     | 99    | 0     |
| 2014-2015             | Le Havre AC           | 2                     | 4           | 0           | 1                     | 0                     | 5     | 0     |
| Sous-total            | Sous-total            | Sous-total            | 4           | 0           | 1                     | 0                     | 5     | 0     |
| 2015-2016             | Amiens SC             | 3                     | 34          | 0           | 2                     | 0                     | 36    | 0     |
| 2016-2017             | Amiens SC             | 2                     | 38          | 0           | -                     | -                     | 38    | 0     |
| 2017-2018             | Amiens SC             | 1                     | 37          | 0           | 3                     | 0                     | 40    | 0     |
| 2018-2019             | Amiens SC             | 1                     | 38          | 0           | -                     | -                     | 38    | 0     |
| 2019-2020             | Amiens SC             | 1                     | 28          | 0           | -                     | -                     | 28    | 0     |
| 2020-2021             | Amiens SC             | 2                     | 31          | 0           | -                     | -                     | 31    | 0     |
| 2021-2022             | Amiens SC             | 2                     | 38          | 0           | -                     | -                     | 38    | 0     |
| 2022-2023             | Amiens SC             | 2                     | 38          | 0           | -                     | -                     | 38    | 0     |
| 2023-2024             | Amiens SC             | 2                     | 10          | 0           | -                     | -                     | 10    | 0     |
| Sous-total            | Sous-total            | Sous-total            | 241         | 0           | 5                     | 0                     | 246   | 0     |
| Total sur la carrière | Total sur la carrière | Total sur la carrière | 401         | 0           | 17                    | 0                     | 418   | 0     |

## Palmarès
- Amiens SC
  - Championnat de France D2
    - Vice-champion : 2017
- Distinctions personnelles
  - Étoile d'or France Football au poste de gardien de but : 2018